# محمدسعید عبیدالله‌اف
محمدسعید عبیدالله‌اف (تاجیکی: Маҳмадсаид Убайдуллоев, Mahmadsajid Uвajdullojev؛ زادهٔ ۱ فوریهٔ ۱۹۵۲) سیاستمدار اهل تاجیکستان است که از سال ۲۰۰۰ تا ۲۰۲۰ رئیس مجلس ملی تاجیکستان بود. وی همچنین برندهٔ جوایزی همچون نشان دوستی شده‌است.